# Маргарета фон Хенеберг-Шлойзинген
Маргарета фон Хенеберг-Шлойзинген (на немски: Margarete von Henneberg-Schleusingen; * 12 юни 1508; † 15 януари 1546, Берлебург) от Дом Хенеберг, е графиня от Хенеберг-Шлойзинген и чрез женитба графиня на Графство Витгенщайн.

## Произход
Тя е дъщеря на граф Вилхелм IV фон Хенеберг-Шлойзинген (1478 – 1559) и съпругата му Анастасия фон Бранденбург (1478 – 1557), дъщеря на курфюрст Алберт III Ахилес фон Бранденбург от Хоенцолерните и втората му съпруга Анна Саксонска.

## Фамилия
Маргарета се омъжва през 1534 г. за граф Йохан VII фон Сайн-Витгенщайн (* 7 януари 1488; † 2 април 1551), син на граф Еберхард фон Сайн-Витгенщайн и Маргарета фон Родемахерн. Тя е втората му съпруга. Те имат един мъртвороден син:
- Филип фон Сайн